# DDR-Meisterschaften im Schwimmen 1978

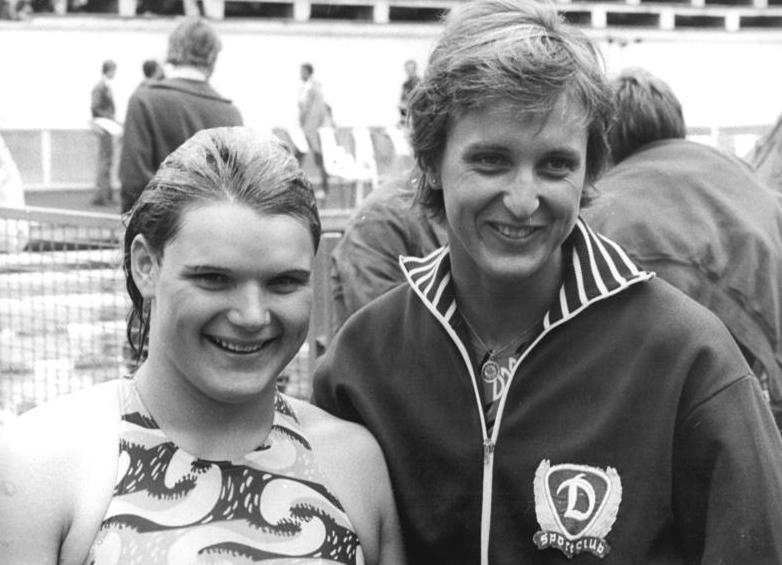
v.l.: Andrea Pollack und Barbara Krause stellten jeweils zwei Weltrekorde auf.

Die DDR-Meisterschaften im Schwimmen wurden 1978 zum 29. Mal ausgetragen und fanden vom 1. bis 5. Juli in Berlin statt. Austragungsstätte war das Karl-Friedrich-Friesen-Stadion im Volkspark Friedrichshain, bei denen auf 29 Strecken (15 Herren / 14 Damen) die Meister ermittelt wurden. Mit neun Titeln war der SC DHfK Leipzig die erfolgreichste Mannschaft und stellte mit Roger Pyttel, der fünf Titel gewann, den erfolgreichsten Sportler dieser Meisterschaft.
Sportliche Höhepunkte der Meisterschaft waren die vier Weltrekorde von Barbara Krause über 100 und 200 Meter Freistil sowie von Andrea Pollack über 100 und 200 Meter Schmetterling.

## Herren
| Wettbewerb          | Gold                                                                  | Gold         | Silber                                                                | Silber       | Bronze                                                                     | Bronze       |
| 100 m Freistil      | Roger Pyttel SC DHfK Leipzig                                          | 52,43 s      | Detlev Grabs SC Dynamo Berlin                                         | 52,80 s      | Günter Schröder SC Chemie Halle                                            | 53,46 s      |
| 200 m Freistil      | Rainer Strohbach TSC Berlin                                           | 1:55,03 min  | Günter Schröder SC Chemie Halle                                       | 1:55,47 min  | Lutz Löscher SC DHfK Leipzig                                               | 1:56,99 min  |
| 400 m Freistil      | Rainer Strohbach TSC Berlin                                           | 3:58,46 min  | Detlev Grabs SC Dynamo Berlin                                         | 4:00,24 min  | Frank Pfütze SC Dynamo Berlin                                              | 4:04,75 min  |
| 1500 m Freistil0    | Rainer Strohbach TSC Berlin                                           | 15:56,54 min | Frank Pfütze SC Dynamo Berlin                                         | 16:17,03 min | Frank Eife SC Dynamo Berlin                                                | 16:26,35 min |
| 100 m Brust         | Falk Becker SC DHfK Leipzig                                           | 1:06,20 min  | Gregor Arnicke ASK Vorwärts Potsdam                                   | 1:06,81 min  | Gunnar Quaas SC DHfK Leipzig                                               | 1:07,63 min  |
| 200 m Brust         | Falk Becker SC DHfK Leipzig                                           | 2:23,27 min  | Gregor Arnicke ASK Vorwärts Potsdam                                   | 2:24,39 min  | Gunnar Quaas SC DHfK Leipzig                                               | 2:26,02 min  |
| 100 m Schmetterling | Roger Pyttel SC DHfK Leipzig                                          | 55,21 s      | Thomas Ackenhausen SC Magdeburg                                       | 57,72 s      | Antonin Speer SC Dynamo Berlin                                             | 58,40 s      |
| 200 m Schmetterling | Roger Pyttel SC DHfK Leipzig                                          | 2:01,46 min  | Antonin Speer SC Dynamo Berlin                                        | 2:07,82 min  | Andreas Schmidt SC Einheit Dresden                                         | 2:08,32 min  |
| 100 m Rücken        | Lutz Wanja ASK Vorwärts Potsdam                                       | 58,64 s      | Thomas Ackenhausen SC Magdeburg                                       | 59,85 s      | Torsten Wolf SC DHfK Leipzig                                               | 1:00,42 min  |
| 200 m Rücken        | Thomas Ackenhausen SC Magdeburg                                       | 2:08,41 min  | Jörg Stingl SC Karl-Marx-Stadt                                        | 2:10,04 min  | Lutz Wanja ASK Vorwärts Potsdam                                            | 2:10,71 min  |
| 200 m Lagen         | Jörg Walter SC Turbine Erfurt                                         | 2:09,2_ min  | Steffen Böhmert SC Einheit Dresden                                    | 2:11,40 min  | Andreas Reichel SC Einheit Dresden                                         | 2:12,0_ min  |
| 400 m Lagen         | Jörg Walter SC Turbine Erfurt                                         | 4:38,36 min  | Andreas Reichel SC Einheit Dresden                                    | 4:41,39 min  | Jörg Israel ASK Vorwärts Potsdam                                           | 4:41,93 min  |
| 4 × 100 m Freistil  | SC DHfK Leipzig Roger Pyttel Falk Becker Frank Kühne Lutz Löscher     | 3:34,62 min  | SC Dynamo Berlin II Frenzel Jörg Woithe Knut Bludau Olaf Ziesche      | 3:36,75 min  | TSC Berlin Wolfgang Wachenschwanz Rainer Strohbach Genschow Frank Schwandt | 3:37,68 min  |
| 4 × 200 m Freistil  | SC Dynamo Berlin Frank Eife Frank Pfütze Knut Bludau Detlev Grabs     | 7:49,82 min  | SC DHfK Leipzig Roger Pyttel Lutz Löscher Karsten Matthes Frank Kühne | 7:51,52 min  | TSC Berlin Rainer Strohbach Genschow Frank Schwandt Wolfgang Wachenschwanz | 7:58,23 min  |
| 4 × 100 m Lagen     | SC DHfK Leipzig II Torsten Wolf Falk Becker Roger Pyttel Lutz Löscher | 3:54,96 min  | ASK Vorwärts Potsdam Lutz Wanja Gregor Arnicke Kott Jürgen Kroboth    | 3:59,13 min  | SC DHfK Leipzig I Dietmar Göhring Gunnar Quaas Kompisch Michael Schrader   | 4:00,43 min  |

## Damen
| Wettbewerb          | Gold                                                                       | Gold        | Silber                                                                        | Silber      | Bronze                                                                          | Bronze      |
| 100 m Freistil      | Barbara Krause SC Dynamo Berlin                                            | 55,41 s     | Heike Witt SC Dynamo Berlin                                                   | 57,32 s     | Caren Metschuck SC Empor Rostock                                                | 57,33 s     |
| 200 m Freistil      | Barbara Krause SC Dynamo Berlin                                            | 1:59,04 min | Petra Thümer SC Karl-Marx-Stadt                                               | 2:01,69 min | Caren Metschuck SC Empor Rostock                                                | 2:03,41 min |
| 400 m Freistil      | Petra Thümer SC Karl-Marx-Stadt                                            | 4:10,83 min | Barbara Krause SC Dynamo Berlin                                               | 4:16,89 min | Kerstin Schut SC Dynamo Berlin                                                  | 4:20,14 min |
| 800 m Freistil      | Petra Thümer SC Karl-Marx-Stadt                                            | 8:40,15 min | Marina Altmann SC Dynamo Berlin                                               | 8:48,93 min | Kerstin Schut SC Dynamo Berlin                                                  | 8:52,90 min |
| 100 m Brust         | Ramona Reinke SC DHfK Leipzig                                              | 1:12,89 min | Silvia Rinka ASK Vorwärts Potsdam                                             | 1:13,85 min | Marlon Rosche SC Chemie Halle                                                   | 1:14,00 min |
| 200 m Brust         | Ramona Reinke SC DHfK Leipzig                                              | 2:37,33 min | Marlon Rosche SC Chemie Halle                                                 | 2:37,89 min | Silvia Rinka ASK Vorwärts Potsdam                                               | 2:40,18 min |
| 100 m Schmetterling | Andrea Pollack SC Dynamo Berlin                                            | 59,46 min   | Christiane Knacke SC Dynamo Berlin                                            | 1:01,63 min | Anett Fiebig SC Karl-Marx-Stadt                                                 | 1:02,29 min |
| 200 m Schmetterling | Andrea Pollack SC Dynamo Berlin                                            | 2:09,87 min | Jane Lang SC Dynamo Berlin                                                    | 2:14,53 min | Anett Fiebig SC Karl-Marx-Stadt                                                 | 2:15,02 min |
| 100 m Rücken        | Birgit Treiber SC Einheit Dresden                                          | 1:03,23 min | Antje Stille SC Magdeburg                                                     | 1:03,64 min | Cornelia Polit SC Chemie Halle                                                  | 1:03,82 min |
| 200 m Rücken        | Birgit Treiber SC Einheit Dresden                                          | 2:13,74 min | Antje Stille SC Magdeburg                                                     | 2:13,81 min | Cornelia Polit SC Chemie Halle                                                  | 2:15,81 min |
| 200 m Lagen         | Ulrike Tauber SC Karl-Marx-Stadt                                           | 2:17,01 min | Petra Schneider SC Karl-Marx-Stadt                                            | 2:17,21 min | Sabine Kahle SC Turbine Erfurt                                                  | 2:18,96 min |
| 400 m Lagen         | Ulrike Tauber SC Karl-Marx-Stadt                                           | 4:46,37 min | Petra Schneider SC Karl-Marx-Stadt                                            | 4:49,51 min | Antje Klaan SC Chemie Halle                                                     | 4:53,68 min |
| 4 × 100 m Freistil  | SC Dynamo Berlin Bartz Heike Witt Kerstin Schut Barbara Krause             | 3:49,79 min | SC Einheit Dresden Birgit Treiber Daniela Beier Kathrin Sittner Birgit Walde  | 3:51,82 min | SC Karl-Marx-Stadt Petra Schneider Birgit Wächtler Ulrike Tauber Petra Thümer   | 3:52,80 min |
| 4 × 100 m Lagen     | SC Dynamo Berlin Birgit Matz Carola Nitschke Andrea Pollack Barbara Krause | 4:16,71 min | SC Karl-Marx-Stadt II Ulrike Tauber Petra Schneider Anett Fiebig Petra Thümer | 4:18,73 min | SC Einheit Dresden II Birgit Treiber Bettina Löbel Kathrin Sittner Birgit Walde | 4:19,13 min |

## Medaillenspiegel

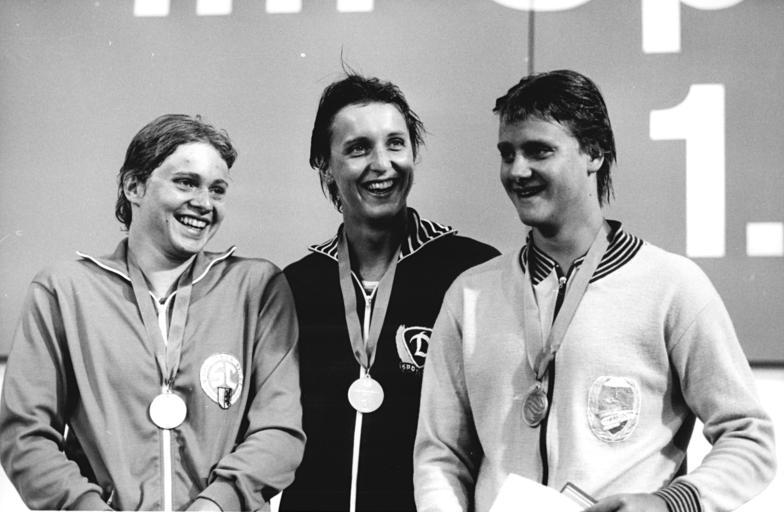
Die drei Erstplatzierten über 200 m Freistil der Damen (v. l. Thümer, Krause und Metschuck)

| Platz | Verein                        | Verein               | Gold | Silber | Bronze | Total |
| ----- | ----------------------------- | -------------------- | ---- | ------ | ------ | ----- |
| 1     |                               | SC DHfK Leipzig      | 9    | 1      | 5      | 15    |
| 2     | Logo vom SC Dynamo Berlin     | SC Dynamo Berlin     | 7    | 100    | 5      | 22    |
| 3     | Logo vom SC Karl-Marx-Stadt   | SC Karl-Marx-Stadt   | 4    | 5      | 3      | 12    |
| 4     | Logo vom TSC Berlin           | TSC Berlin           | 3    | –      | 2      | 05    |
| 5     | Logo vom SC Einheit Dresden   | SC Einheit Dresden   | 2    | 3      | 3      | 08    |
| 6     | Logo vom SC Turbine Erfurt    | SC Turbine Erfurt    | 2    | –      | 1      | 03    |
| 7     | Logo vom ASK Vorwärts Potsdam | ASK Vorwärts Potsdam | 1    | 4      | 3      | 08    |
| 8     | Logo vom SC Magdeburg         | SC Magdeburg         | 1    | 4      | –      | 05    |
| 9     | Logo vom SC Chemie Halle      | SC Chemie Halle      | –    | 2      | 5      | 07    |
| 10    | Logo vom SC Empor Rostock     | SC Empor Rostock     | –    | –      | 2      | 02    |
|       | Total                         | Total                | 29   | 29     | 29     | 87    |